# Creedmoor (Teksas)
Creedmoor je grad u američkoj saveznoj državi Teksas. Prema popisu stanovništva iz 2010. u njemu je živjelo 202 stanovnika.